# يوروك
اليوروك (بالتركية: Yörük) هي مجموعة من الشعوب التركية بعض منهم من البدو، التي تقطن أساسا جبال الأناضول وشبه جزيرة البلقان جزئيا. اسمها مشتق من الفعل التركي (yürü-(yürümek في صيغة المصدر، وهو ما يعني «أن يمشي»، أو yürük تعنى «الذين يمشون». عاش اليوروك داخل ما يسمى «يوروك سنجق» (بالتركية: Yörük Sancağı)‏ التي لم تكن وحدة إقليمية مثل سناجق أخرى ولكن كوحدة تنظيمية مستقلة للإمبراطورية العثمانية.

## اليوروك في الأناضول

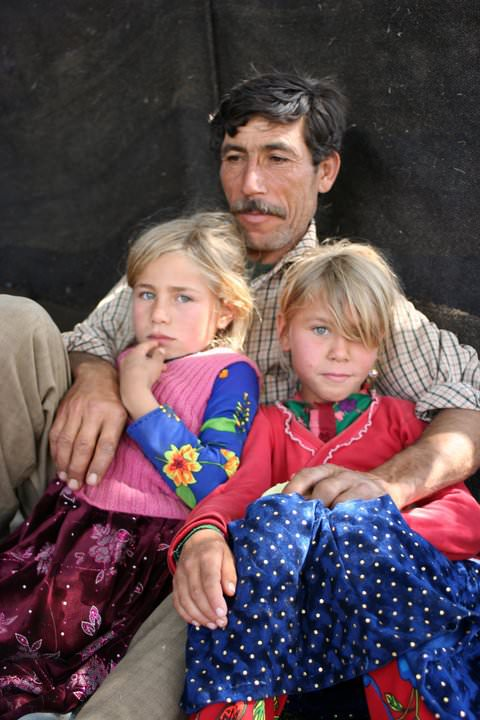
أب من عائلة يوروك وبناته في قرمان، تركيا

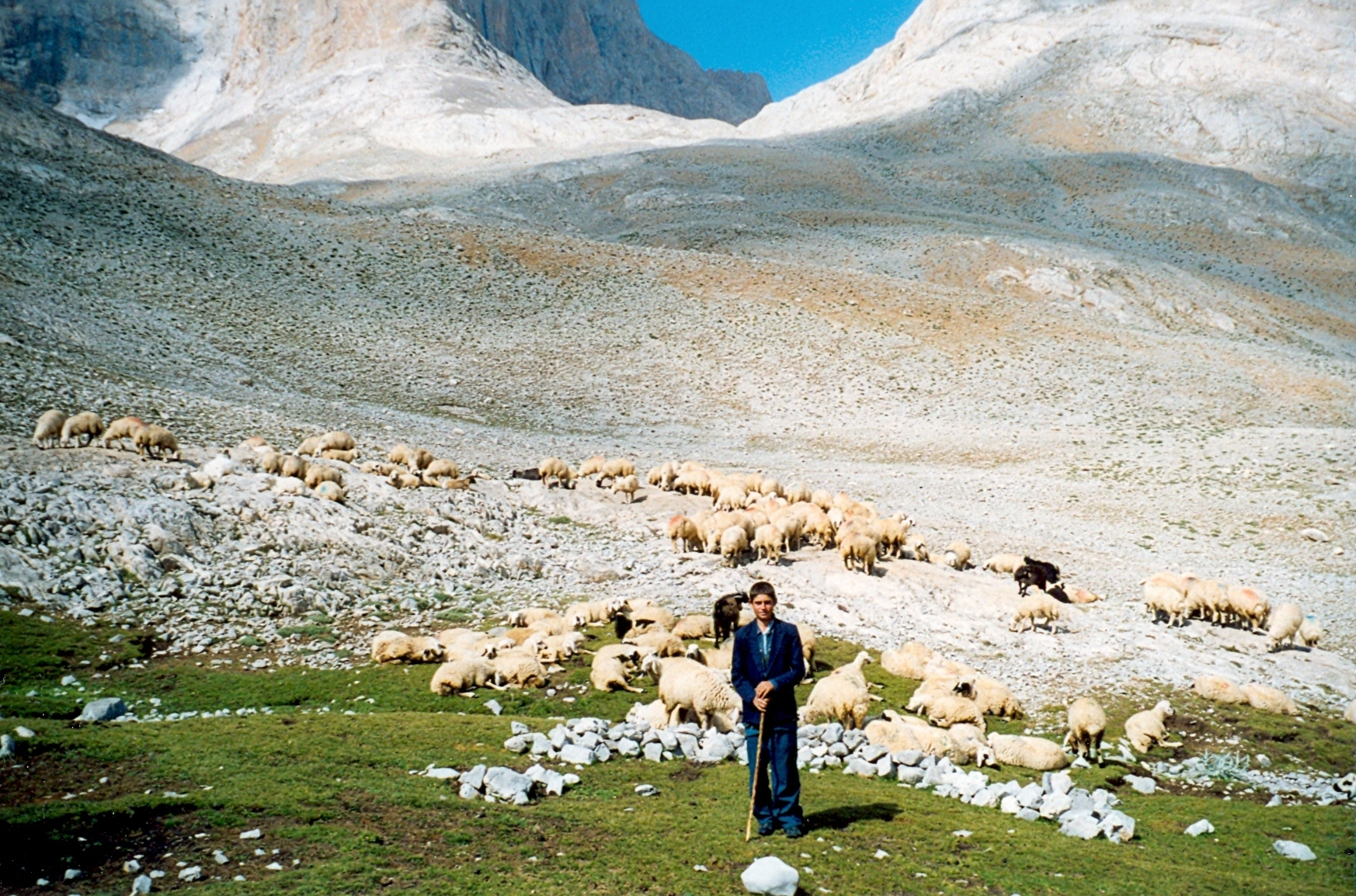
الراعى اليوروك في جبال طوروس.

وغالبا ما يطلق «يوروك» على الأناضوليين التركمان من قبل المؤرخين وعلماء الاجناس. حالياً أصبح مصطلح «يوروك» و «تركمان» يضمحل مع الوقت حتى انحصر على القبائل الرعوية في الاناضول مع الحفاظ على أجزاء من تراثهم من خلال الفولكلور والتقاليد، في الفنون مثل نسج السجاد، مع هذه العادة المستمرة لحفظ منزل yayla لفصل الصيف، وأحيانا في ما يتعلق بمجتمع العلويين وغيرهم. أما القبائل الرحل «الأصيلة» (اليوروك) في منطقة الأناضول اليوم ما زالوا يستخدمون الجمل كوسيلة تقليدية من وسائل النقل عوضاً عن الشاحنات.
وتنقسم «اليوروك» إلى عدد كبير من القبائل التي تتخذ اسم الأب اسم للعشيرة. فمن بين القبائل الحالية المذكورة في الأدب هي آق سيكيرلى، على أفندى، باخسيس، چاكلار، چوشلو، قكلى، كچار، گوزال بلى، خورزوم، قارا اولو، قارە حاجلى، قارە قويونلو، قارە قايلي، قارهلار، قارە كيچلى، ماناولى، ملمنجى، صان اجالى، صان حاجلى، ساركتشيلى، تكلى وينى عثمانلى. والقبائل تنقسم إلى عشائر وسلالات.

## اليوروك في البلقان

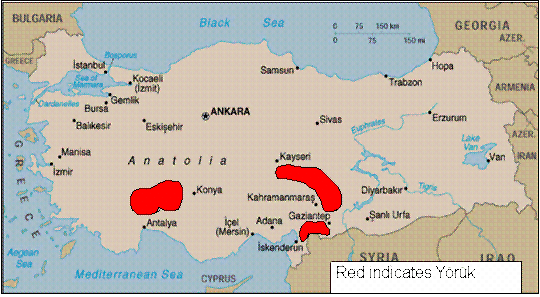
المناطق الرئيسية التي يسكنها قبائل اليوروك في الأناضول اليوم

في عام 1911 كانت اليوروك قطاع مميز من سكان مقدونيا وتراقيا حيث استقروا في وقت مبكر من القرن 14. وكان من بين المستوطنات الأولى في أوروبا فروع من اليوروك، وأتراك «القايى». وبعد تحول اليوروك إلى الإسلام في القرن 18 وبعد التعايش هناك لفترة طويلة مع الميجلو رومانيين الأصليين في اليونان ولكن في عام 1923 تم تهجيرهم إلى تركيا بموجب شروط تبادل السكان بين البلدين. في بلجيكا وهولندا هناك أيضا اليوروك، مع تغيير طفيف في اسم العائلة. لديهم أصول يونانية تركية واسم عائلتهم هو "Yürük".

### اليوروك والسركستانى
طريقة حياتهم البدوية، وحقيقة أنتشارهم عن طريق البلقان أدت أرنولد فان جينيب في محاولة لإنشاء حلقة وصل بين «اليوروك» والشعب السركستانى ذو الأوصول اليونانية. ومع ذلك، فإن «السركستانى» ذكر تحت هذا الاسم لأول مرة كمسيحيين أرثوذكس ويتحدثون اليونانية. في حين لا توجد وصلات حقيقية لغوية أو دينية لليوروك، ومع ذلك هناك اتصالات وتشابه فيما يتعلق بالترحال، وطريقة الحياة البدوية.

### اليوروك القايلار

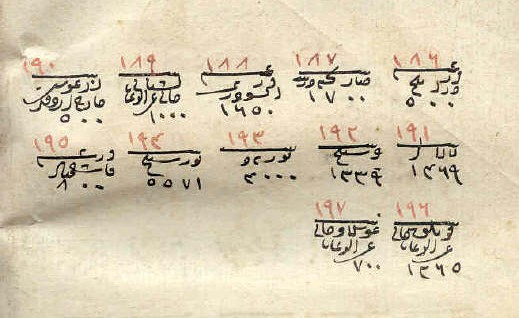
المستوطنات الأولى من أتراك القايلار في Erdemuş

أتراك القايلار (جمع: قايي) كانوا يسكنوا مؤخراً أجزاء من ثيساليا ومقدونيا (وخاصة بالقرب من بلدة كوزاني وبتولمايذا الحديث). قبل عام 1360 أعداد كبيرة من الرعاة الرحل أو اليوروك من منطقة قونيا في آسيا الصغرى، وقد استقروا في تلك البلاد المشار إليها مسبقا. ولا يزال أحفادهم يعرفون باسم «كونارتيوس» باليونانية. وقد حدث مزيد من الهجرة إلى هذه المنطقة في فترة من وقت لآخر حتى منتصف القرن 18. وبعد إنشاء النظام الإقطاعي في عام 1397 العديد من العائلات النبيلة السلجوقية الذين جاءوا من آسيا الصغرى. بعض البكوات أو ملاك الأراضي من المسلمين وأحفادهم في جنوب مقدونيا قبل حروب البلقان.

## اليوروك في إيران
ترتبط العشائر ارتباطا وثيقا باليوروك وتنتشر في جميع أنحاء شبه جزيرة الأناضول ووراء حدودها، وخاصة حول سلسلة جبال طوروس ومن ناحية أخرى من الشرق حول شواطئ بحر قزوين. والتركمان في إيران و «اليوموت» يعدون أقرب تعريف باليوروك.

## معرض

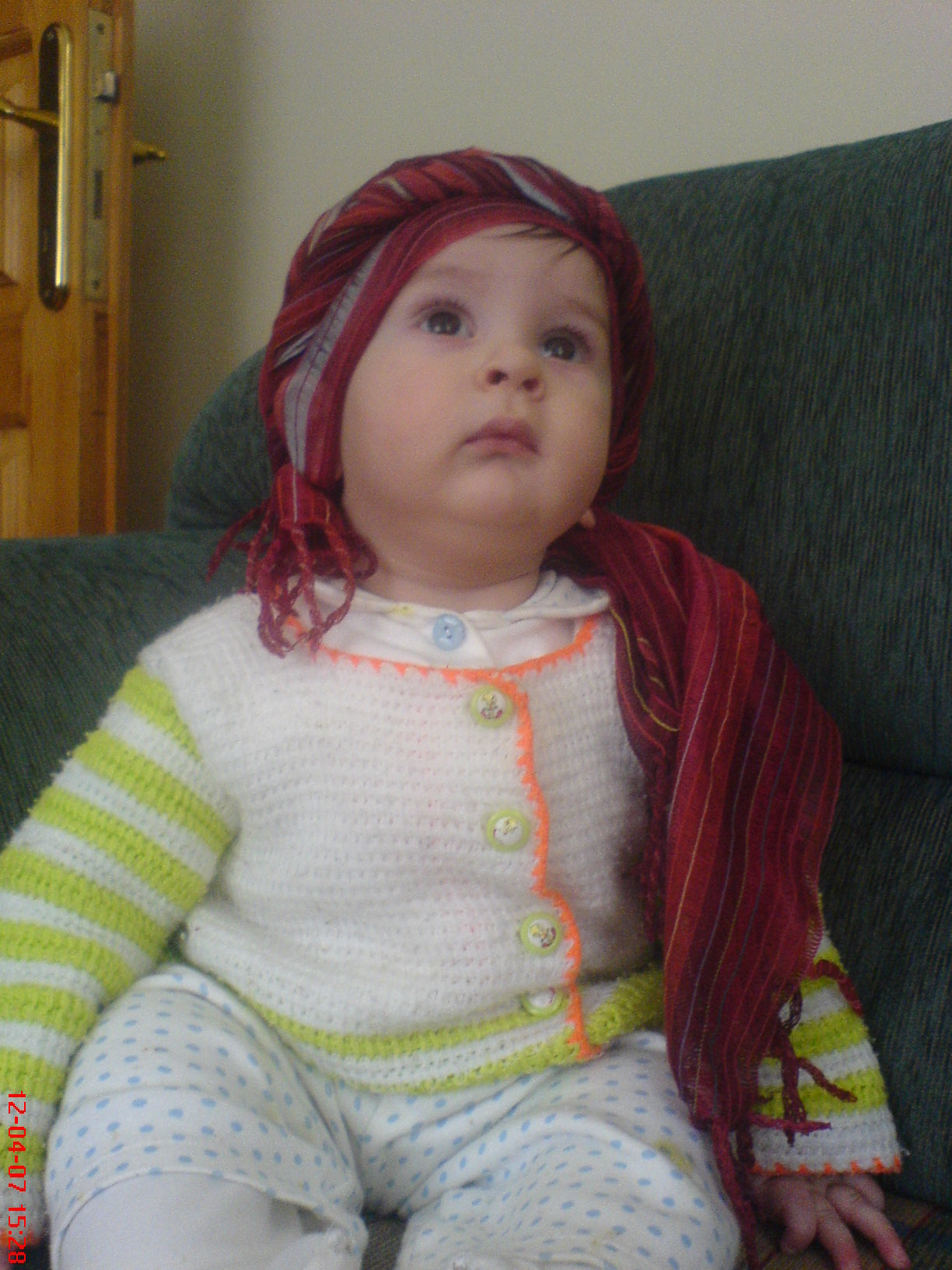
طفلة من اليوروك في الزى التقليدى taç
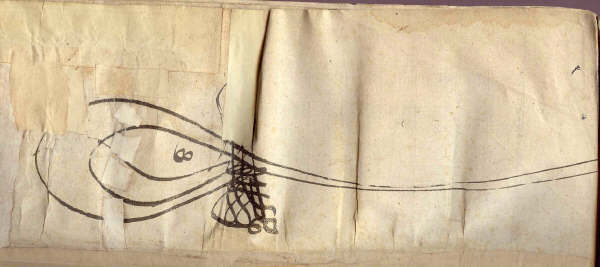
طغراء السلطان سليم الثاني ليوروك القايلار في الأرشيف العثماني
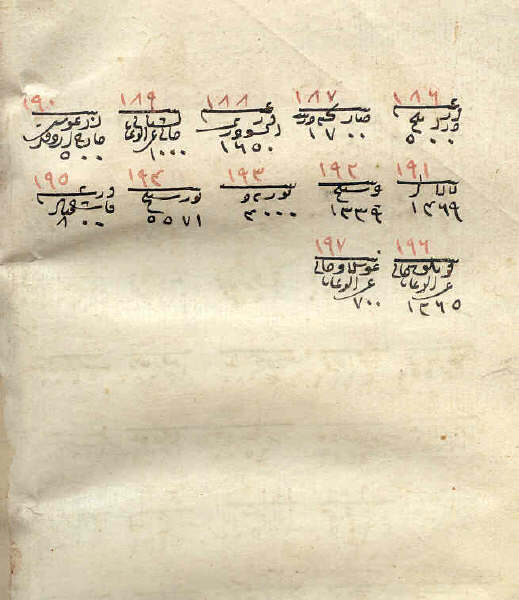
أول مستوطنات القايلار اليوروك في آردموش
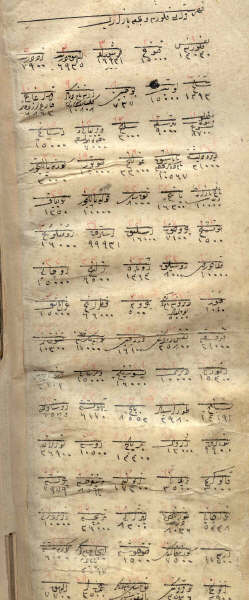
فرمان السلطان سليم الثاني لقايلار اليوروك